# Bränntjärnen (Anundsjö socken, Ångermanland, 708537-160186)
Bränntjärnen är en sjö i Örnsköldsviks kommun i Ångermanland och ingår i Gideälvens huvudavrinningsområde.
Tillflöden är Gällarbäcken och en namnlös bäck som kommer från Mårdåstjärnen.
Utloppet fortsätter ner till Lägstasjön och vidare till Gideälven via Lägstaån, Lockstaån och Flärkån.
Lappmarksleden passerar öster och norr om Bränntjärnen och vandrare kan övernatta eller rasta i Bränntjärnskojan på norra sidan av tjärnen.

## Flottningsepoken
Timmerflottningen i Lägstaån berörde även Bränntjärnen. Från slutet av 1800-talet flottades timmer i Gällarbäcken, från Sör-Gällarsjön ner till Bränntjärnen - en sträcka på 3 km. Vid utloppet av Bränntjärnen finns fortfarande en regleringsdamm så när som på dammluckan. Flottningen pågick fram till cirka 1960, men delen uppströms Bränntjärnen användes ej de sista decennierna.

## Galleri

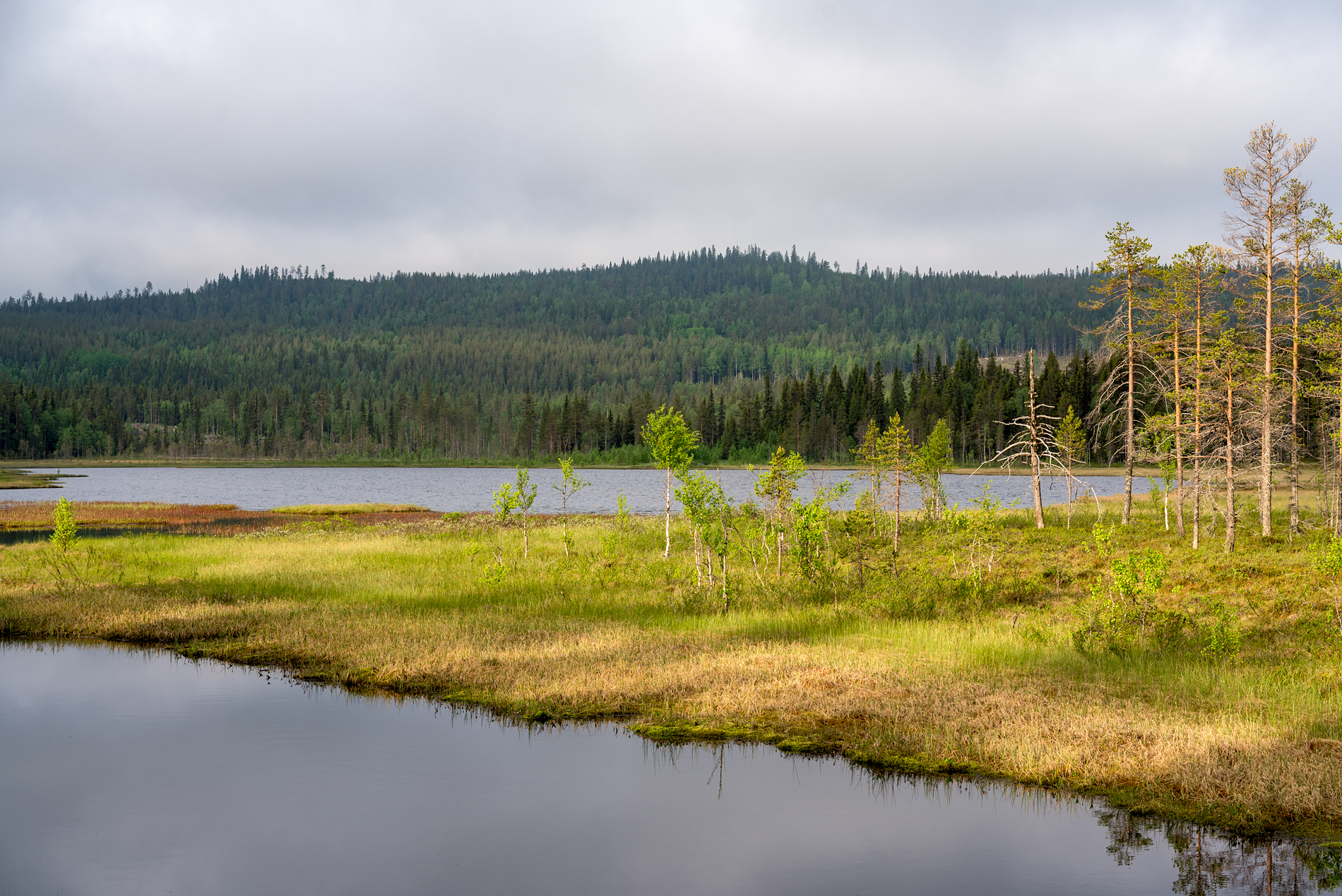
Bränntjärnen - vy mot SV.
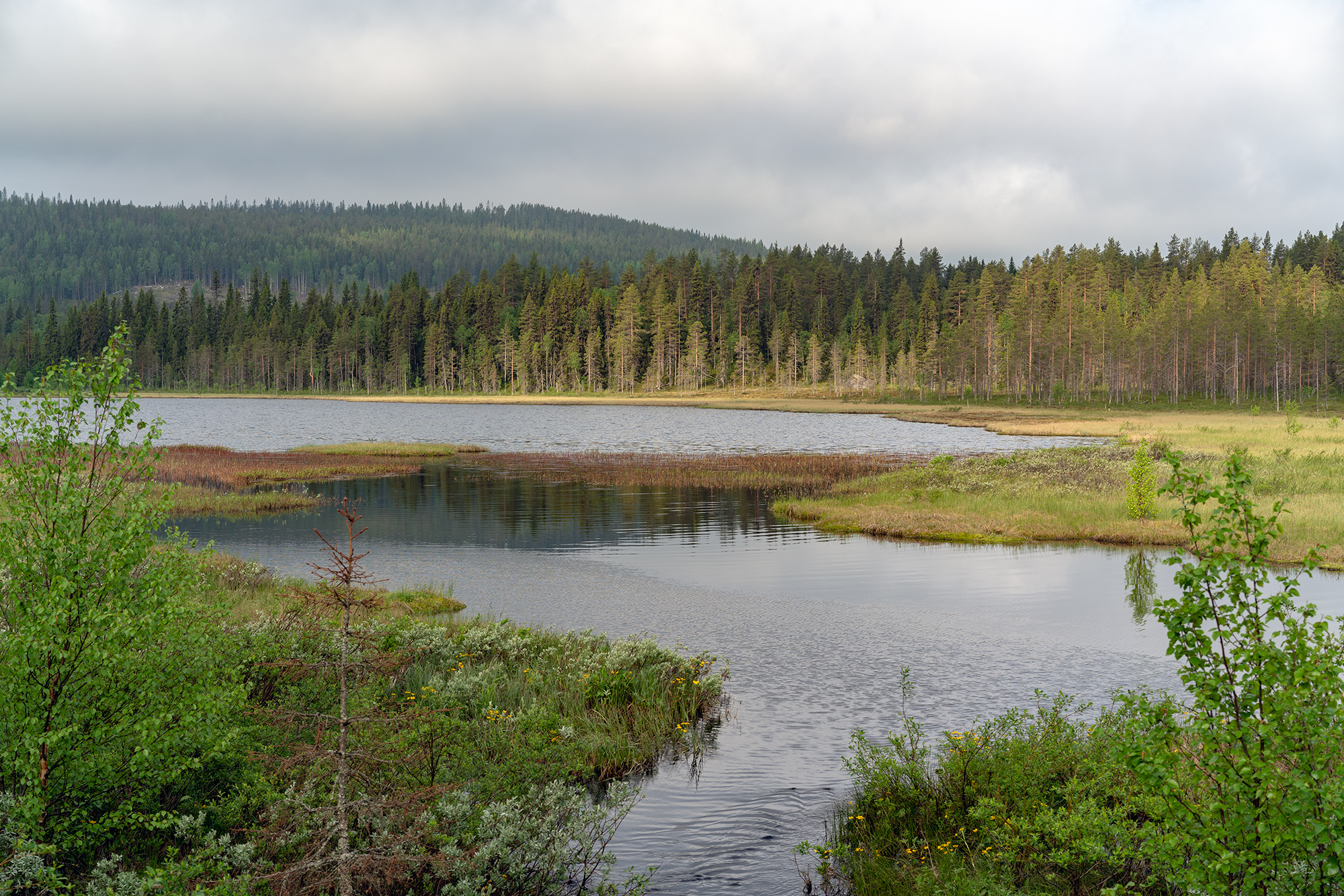
Utloppet vid norra sidan av Bränntjärnen.
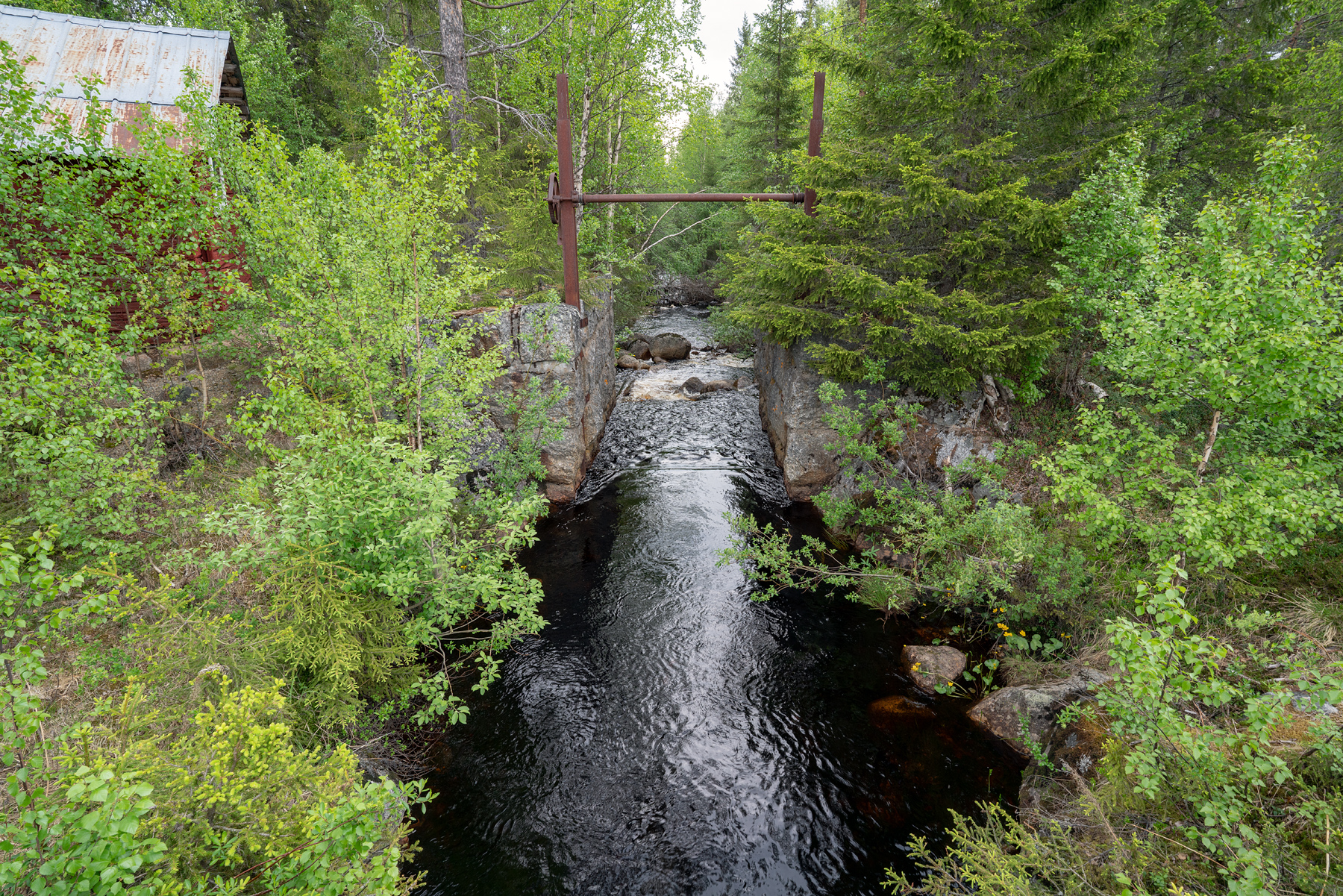
Dammen vid utloppet av Bränntjärnen - en rest från timmerflottningens tid.
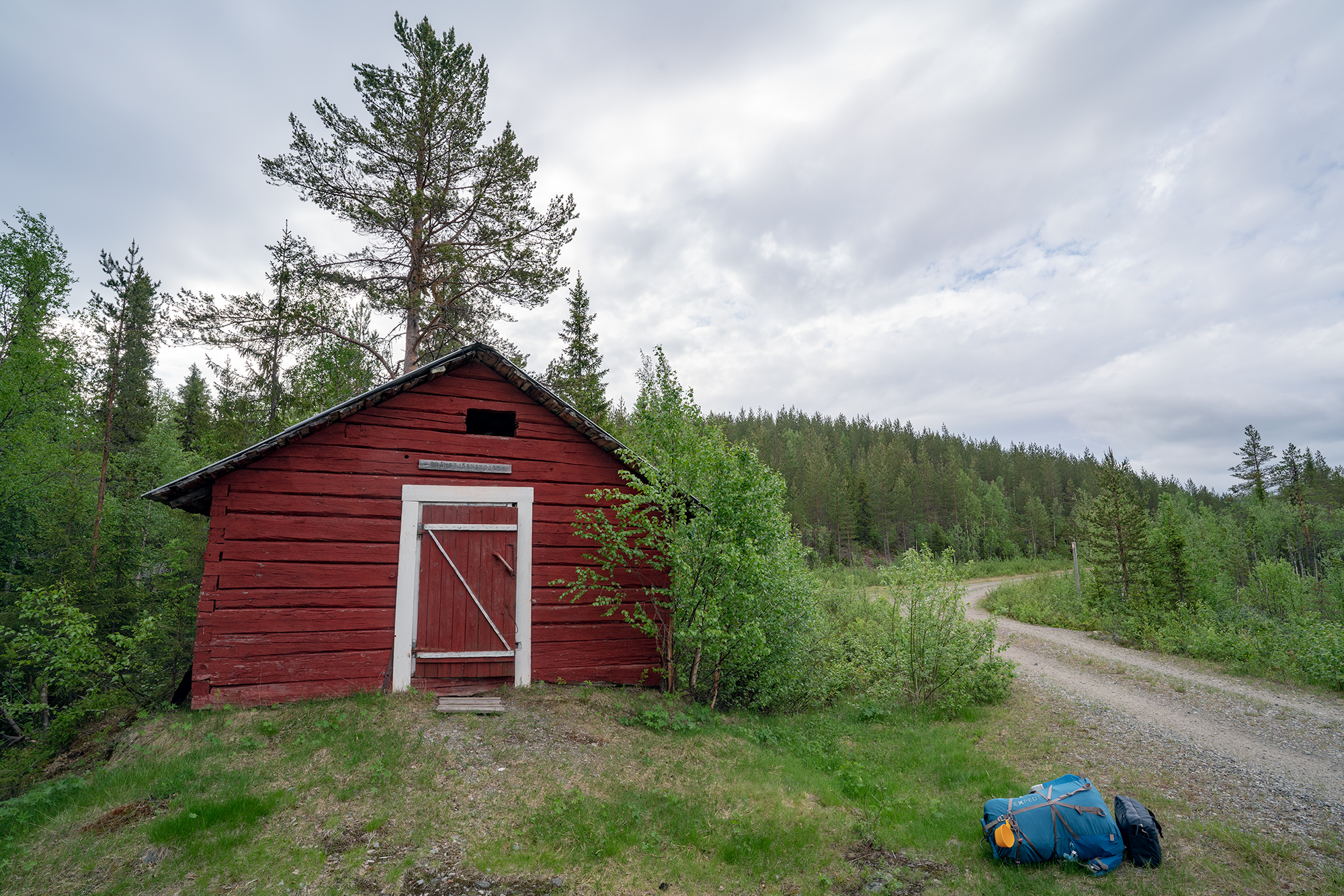
Bränntjärnskojan vid utloppet av Bränntjärnen.